# Estación de Lajosa
Lajosa (en gallego y oficialmente Laxosa) es un apeadero ferroviario situado en la localidad de Laxosa, en el municipio español de O Corgo, en la provincia de Lugo, Galicia. No dispone de servicios de viajeros desde el 28 de septiembre de 1999.

## Situación ferroviaria
La estación se encuentra en el punto kilométrico 421,5 de la línea León-La Coruña de ancho ibérico, entre las estaciones de Lugo y de Puebla de San Julián. El tramo es de vía única y está sin electrificar.

## Historia
La estación se abrió al tráfico el 2 de agosto de 1878 con la puesta en marcha del tramo Sarria-Lugo de la línea que pretendía unir Palencia con La Coruña por parte del Estado.
No dispone de servicios de viajeros desde el 28 de septiembre de 1999.

## La estación
El edificio para viajeros es de base rectangular y dos alturas. La estación dispone de dos vías, una pasante y otra lateral, del lado del edificio y con su correspondiente andén.